# Karl-Heinz Ströhle
Karl-Heinz Ströhle (geboren 1957 in Bregenz/Vorarlberg; gestorben am 24. August 2016 in der Silvretta-Gebirgsgruppe) war ein österreichischer Künstler. Er wird zu den Vertretern der abstrakten Moderne gezählt. Er schuf unter anderem dutzende Objekte aus Federstahl, die frei stehend im Raum dazu einluden, sie in Schwingungen zu versetzen.

## Leben und Werk
Ströhle studierte am Mozarteum in Salzburg und bei Bazon Brock an der Universität für angewandte Kunst in Wien. An der Wiener Hochschule habilitierte er sich 2014. Seit 2005 unterrichtete er an der Universität für angewandte Kunst die Klasse „Kunst und kommunikative Praxis“. 2016 sprach ihm der Kunstverein Konstanz den Konstanzer Kunstpreis zu und schrieb, Ströhle gehöre als „Zeichner, Maler, Performance-, Objekt- und Medienkünstler ... zu den interessantesten und wichtigsten künstlerischen Positionen Österreichs“. Mit der Verleihung des Preises würdige die Jury „Ströhles vielseitiges und konsequentes Oeuvre und die Ökonomie beim Einsatz seiner künstlerischen Mittel, die mit einer reduzierten Formensprache verbunden wird.“ Bis zu seinem Tod war er zwanzig Jahre lang der Lebensgefährte der Südtiroler Schriftstellerin Sabine Gruber.